# Bóng đá tại Thế vận hội Mùa hè 1996 – Vòng loại Nam khu vực châu Á
Vòng loại khu vực châu Á của môn bóng đá nam tại Thế vận hội Mùa hè 1996 là giải đấu vòng loại của Liên đoàn bóng đá châu Á (AFC) cho giải bóng đá nam Thế vận hội Mùa hè 1996 ở Atlanta, Hoa Kỳ. Hai mươi lăm đội tuyển Olympic nam của châu Á đã thạm dự vòng loại để cạnh tranh cho ba suất tham dự chính thức tại Thế vận hội Mùa hè. Quá trình vòng loại bắt đầu từ ngày 20 tháng 5 năm 1995 và kết thúc vào ngày 27 tháng 3 năm 1996.
Hàn Quốc, Nhật Bản và Ả Rập Xê Út là ba đội tuyển đã giành chiến thắng ở vòng cuối cùng và đủ điều kiện tham dự Thế vận hội.

## Thể thức thi đấu
Cấu trúc vòng loại như sau:
- Vòng 1: 25 đội tuyển được chia thành tám bảng, một bảng bốn đội và bảy bảng ba đội. Các đội trong mỗi bảng thi đấu vòng tròn hai lượt tính điểm trên sân nhà và sân khách (trừ bảng 2 thi đấu tại hai địa điểm tập trung). Đội đứng đầu mỗi bảng đấu tiến vào vòng thứ hai.
- Vòng 2: 8 đội tuyển vượt qua vòng một được chia thành hai bảng, mỗi bảng bốn đội; trong mỗi bảng các đội thi đấu vòng tròn một lượt. Hai đội đứng đầu mỗi bảng sẽ giành quyền vào vòng bán kết, nơi các đội sau đó sẽ tiến hành đấu loại trực tiếp cho đến trận đấu cuối cùng. Ba đội có thứ hạng cao nhất sẽ giành quyền tham dự Thế vận hội Mùa hè.

## Bốc thăm
Lễ bốc thăm cho vòng 1 được tổ chức vào ngày 23 tháng 11 năm 1994 tại trụ sở FIFA ở Zurich, Thụy Sĩ. 25 đội tuyển được chia thành hai khu vực: khu vực phía Đông với các bảng 1-3, và khu vực phía Tây với các bảng 4-8. 
| Phía Đông | Bảng 1                              | Bảng 2                                              | Bảng 3                            |                             |                         |
| --------- | ----------------------------------- | --------------------------------------------------- | --------------------------------- | --------------------------- | ----------------------- |
| Phía Đông | - Trung Quốc - Singapore - Malaysia | - Nhật Bản - Đài Bắc Trung Hoa - Thái Lan           | - Hàn Quốc - Hồng Kông - Malaysia |                             |                         |
| Phía Tây  | Bảng 4                              | Bảng 5                                              | Bảng 6                            | Bảng 7                      | Bảng 8                  |
| Phía Tây  | - Ấn Độ - Oman - Tajikistan         | - Kazakhstan - Kyrgyzstan - Tajikistan - Uzbekistan | - Kuwait - Ả Rập Xê Út - Syria    | - Iran - Turkmenistan - UAE | - Iraq - Jordan - Qatar |

## Vòng 1
Tám đội đứng đầu ở tám bảng đấu lọt vào vòng kế tiếp.

### Bảng 1
| VT | Đội        | ST | T | H | B | BT | BB | HS | Đ  | Giành quyền tham dự |
| -- | ---------- | -- | - | - | - | -- | -- | -- | -- | ------------------- |
| 1  | Trung Quốc | 4  | 4 | 0 | 0 | 11 | 2  | +9 | 12 | Vòng 2              |
| 2  | Singapore  | 4  | 1 | 1 | 2 | 3  | 7  | −4 | 4  |                     |
| 3  | Malaysia   | 4  | 0 | 1 | 3 | 1  | 6  | −5 | 1  |                     |

| Singapore                      | 2–0      | Malaysia |
| ------------------------------ | -------- | -------- |
| - Lee Man Hon 71' (ph.đ.), 79' | Chi tiết |          |

| Trung Quốc                                                  | 4–0      | Singapore |
| ----------------------------------------------------------- | -------- | --------- |
| - Tạ Huy 10' - Dương Thần 19' - Trang Nghị 34' (ph.đ.), 84' | Chi tiết |           |

| Trung Quốc                       | 2–1      | Malaysia          |
| -------------------------------- | -------- | ----------------- |
| - Lý Minh 29' - Bành Vệ Quân 70' | Chi tiết | - M. Chandran 47' |

| Malaysia | 0–0      | Singapore       |
| -------- | -------- | --------------- |
|          | Chi tiết | Zainal 49' 50', |

| Malaysia | 0–2      | Trung Quốc                       |
| -------- | -------- | -------------------------------- |
|          | Chi tiết | - Trương Ân Hoa 32' - Tạ Huy 51' |

| Singapore     | 1–3      | Trung Quốc                              |
| ------------- | -------- | --------------------------------------- |
| - Lee Man Hon | Chi tiết | - Vu Căn Vỹ 14', 36' - Ngô Thừa Anh 88' |

### Bảng 2
Các trận đấu được tổ chức tại Thái Lan (lượt đi) và Nhật Bản (lượt về).

| VT | Đội               | ST | T | H | B | BT | BB | HS  | Đ  | Giành quyền tham dự |
| -- | ----------------- | -- | - | - | - | -- | -- | --- | -- | ------------------- |
| 1  | Nhật Bản          | 4  | 4 | 0 | 0 | 16 | 1  | +15 | 12 | Vòng 2              |
| 2  | Thái Lan          | 4  | 2 | 0 | 2 | 12 | 6  | +6  | 6  |                     |
| 3  | Đài Bắc Trung Hoa | 4  | 0 | 0 | 4 | 1  | 22 | −21 | 0  |                     |

| Thái Lan | 0–5 | Nhật Bản                                                |
| -------- | --- | ------------------------------------------------------- |
|          |     | - Morioka 13' - Ogura 17' - Jo 43' - Matsubara 60', 88' |

| Đài Bắc Trung Hoa | 1–4 | Nhật Bản                                        |
| ----------------- | --- | ----------------------------------------------- |
| Han Li-shao 58'   |     | - Maezono 44', 50' (ph.đ.), 54' - Matsubara 81' |

| Thái Lan                                                              | 7–0 | Đài Bắc Trung Hoa    |
| --------------------------------------------------------------------- | --- | -------------------- |
| - Kiatisak 4' - Jareonwong ?', 48', 61', 82' - Tawan 52' Foythong 70' |     | Chang Chien-chen 37' |

| Đài Bắc Trung Hoa | 0–5      | Thái Lan                                                          |
| ----------------- | -------- | ----------------------------------------------------------------- |
|                   | Chi tiết | - Ontsomchitr 8', 15' - Charoenvong 18' - Tawan 40' - Jakarat 77' |

| Nhật Bản                                                                | 6–0 | Đài Bắc Trung Hoa |
| ----------------------------------------------------------------------- | --- | ----------------- |
| - Matsubara 33', 83' - Yasunaga 46' - Jo 63' - Maezono 80' (ph.đ.), 82' |     |                   |

| Nhật Bản | 1–0 | Thái Lan |
| -------- | --- | -------- |
| - Jo 38' |     |          |

### Bảng 3
| VT | Đội       | ST | T | H | B | BT | BB | HS  | Đ  | Giành quyền tham dự |
| -- | --------- | -- | - | - | - | -- | -- | --- | -- | ------------------- |
| 1  | Hàn Quốc  | 4  | 4 | 0 | 0 | 15 | 1  | +14 | 12 | Vòng 2              |
| 2  | Indonesia | 4  | 2 | 0 | 2 | 6  | 4  | +2  | 6  |                     |
| 3  | Hồng Kông | 4  | 0 | 0 | 4 | 1  | 17 | −16 | 0  |                     |

| Hồng Kông | 0–5 | Hàn Quốc                                                                                    |
| --------- | --- | ------------------------------------------------------------------------------------------- |
|           |     | - Woo Sung-yong 7' - Choi Yong-soo 16', 44' (ph.đ.) - Lee Ki-hyung 48' - Yoon Jong-hwan 68' |

| Indonesia        | 1–2 | Hàn Quốc                 |
| ---------------- | --- | ------------------------ |
| - Indriyanto 65' |     | - Choi Yong-soo 42', 50' |

| Indonesia       | 1–0 | Hồng Kông |
| --------------- | --- | --------- |
| - Kurniawan 10' |     |           |

| Hàn Quốc                                                                                       | 7–0 | Hồng Kông |
| ---------------------------------------------------------------------------------------------- | --- | --------- |
| - Park Choong-kyun 7' - Cho Hyun-doo 30' - Choi Yong-soo 34', 61', 69', 78' - Lee Won-shik 82' |     |           |

| Hàn Quốc           | 1–0 | Indonesia |
| ------------------ | --- | --------- |
| - Cho Hyun-doo 41' |     |           |

| Hồng Kông           | 1–4      | Indonesia                                            |
| ------------------- | -------- | ---------------------------------------------------- |
| - Chan Chi Hong 45' | Chi tiết | - Indriyanto 28' - Kurniawan 29', 33' - Ismayana 44' |

### Bảng 4
| VT | Đội      | ST | T | H | B | BT | BB | HS  | Đ  | Giành quyền tham dự |
| -- | -------- | -- | - | - | - | -- | -- | --- | -- | ------------------- |
| 1  | Oman     | 4  | 4 | 0 | 0 | 13 | 3  | +10 | 12 | Vòng 2              |
| 2  | Ấn Độ    | 4  | 2 | 0 | 2 | 8  | 7  | +1  | 6  |                     |
| 3  | Pakistan | 4  | 0 | 0 | 4 | 2  | 13 | −11 | 0  |                     |

| Pakistan | 0–2 | Oman |
| -------- | --- | ---- |
|          |     |      |

| Pakistan  | 1–2 | Ấn Độ            |
| --------- | --- | ---------------- |
| Ayub Alam |     | - Pasha - Bhutia |

| Oman                                  | 3–2 | Ấn Độ                |
| ------------------------------------- | --- | -------------------- |
| - Saleh 52', ?' (ph.đ.) - Shaaban 90' |     | - Singh 35' - Bhutia |

| Ấn Độ                                                | 3–1 | Pakistan |
| ---------------------------------------------------- | --- | -------- |
| - Mondal 49' - Ancheri 76' (ph.đ.) - Chakraborty 90' |     | Khan     |

| Oman | 6–0 | Pakistan |
| ---- | --- | -------- |
|      |     |          |

| Ấn Độ                             | 1–2 | Oman |
| --------------------------------- | --- | ---- |
| - Kumar 13' (l.n.) - Abdullah 76' |     |      |

### Bảng 5
| VT | Đội        | ST | T | H | B | BT | BB | HS  | Đ  | Giành quyền tham dự |
| -- | ---------- | -- | - | - | - | -- | -- | --- | -- | ------------------- |
| 1  | Kazakhstan | 6  | 5 | 1 | 0 | 19 | 5  | +14 | 16 | Vòng 2              |
| 2  | Uzbekistan | 6  | 3 | 1 | 2 | 12 | 8  | +4  | 10 |                     |
| 3  | Tajikistan | 6  | 1 | 1 | 4 | 9  | 14 | −5  | 4  |                     |
| 4  | Kyrgyzstan | 6  | 1 | 1 | 4 | 9  | 22 | −13 | 4  |                     |

| Kyrgyzstan             | 1–5 | Uzbekistan                                              |
| ---------------------- | --- | ------------------------------------------------------- |
| Dzhumakeev 87' (ph.đ.) |     | - Nazarov 21', 58' - Kutybaev 67', 80' - Ni 41' (ph.đ.) |

| Tajikistan | 0–3 | Kazakhstan                                 |
| ---------- | --- | ------------------------------------------ |
| Idiev      |     | - Litvinenko 22' - Klishin 38' - Kotov 85' |

| Kyrgyzstan                     | 2–2 | Kazakhstan                     |
| ------------------------------ | --- | ------------------------------ |
| - Chertkov 29' - Ishenbaev 82' |     | - Zheylitbaev 4' - Klishin 60' |

| Uzbekistan                    | 2–0 | Tajikistan |
| ----------------------------- | --- | ---------- |
| - Kutybaev 60' - Kurbanov 85' |     |            |

| Uzbekistan    | 1–2 | Kazakhstan            |
| ------------- | --- | --------------------- |
| - Nazarov 70' |     | - Litvinenko 10', 81' |

| Tajikistan | 3–0 | Kyrgyzstan |
| ---------- | --- | ---------- |
|            |     |            |

| Uzbekistan                   | 2–1 | Kyrgyzstan |
| ---------------------------- | --- | ---------- |
| - Sharipov 29' - Nazarov 85' |     | - Sardarov |

| Kazakhstan                          | 3–1 | Tajikistan         |
| ----------------------------------- | --- | ------------------ |
| - Litvinenko 46', 90' - Luchkin 76' |     | Tcherevtchenko 51' |

| Kazakhstan                                                     | 6–0 | Kyrgyzstan |
| -------------------------------------------------------------- | --- | ---------- |
| - Litvinenko 10', 37', 49' - Grokhovsky 67', 73' - Luchkin 85' |     |            |

| Tajikistan | 1–1 | Uzbekistan  |
| ---------- | --- | ----------- |
|            |     | Nazarov 10' |

| Kyrgyzstan                                | 5–4 | Tajikistan |
| ----------------------------------------- | --- | ---------- |
| - Dzhumakeev - Shcherbina - Pryanishnikov |     |            |

| Kazakhstan                            | 3–1 | Uzbekistan   |
| ------------------------------------- | --- | ------------ |
| - Litvinenko 8', 70' - Grokhovsky 59' |     | Musabaev 84' |

### Bảng 6
| VT | Đội         | ST | T | H | B | BT | BB | HS | Đ  | Giành quyền tham dự |
| -- | ----------- | -- | - | - | - | -- | -- | -- | -- | ------------------- |
| 1  | Ả Rập Xê Út | 4  | 3 | 1 | 0 | 4  | 0  | +4 | 10 | Vòng 2              |
| 2  | Kuwait      | 4  | 1 | 2 | 1 | 3  | 3  | 0  | 5  |                     |
| 3  | Syria       | 4  | 0 | 1 | 3 | 2  | 6  | −4 | 1  |                     |

| Ả Rập Xê Út           | 2–0 | Syria |
| --------------------- | --- | ----- |
| Al-Ghesheyan 60', 70' |     |       |

| Kuwait | 0–1      | Ả Rập Xê Út   |
| ------ | -------- | ------------- |
|        | Chi tiết | Al-Dosari 24' |

| Syria | 0–1      | Kuwait     |
| ----- | -------- | ---------- |
|       | Chi tiết | Raffa'a 9' |

| Syria | 0–1 | Ả Rập Xê Út |
| ----- | --- | ----------- |
|       |     |             |

| Ả Rập Xê Út | 0–0 | Kuwait |
| ----------- | --- | ------ |
|             |     |        |

| Kuwait | 2–2 | Syria                |
| ------ | --- | -------------------- |
|        |     | - Makhlouf - Al Agha |

### Bảng 7
| VT | Đội          | ST | T | H | B | BT | BB | HS | Đ | Giành quyền tham dự |
| -- | ------------ | -- | - | - | - | -- | -- | -- | - | ------------------- |
| 1  | UAE          | 4  | 2 | 2 | 0 | 5  | 3  | +2 | 8 | Vòng 2              |
| 2  | Iran         | 4  | 2 | 1 | 1 | 9  | 4  | +5 | 7 |                     |
| 3  | Turkmenistan | 4  | 0 | 1 | 3 | 4  | 11 | −7 | 1 |                     |

| Turkmenistan | 2–4 | Iran |
| ------------ | --- | ---- |
|              |     |      |

| UAE | 2–1 | Turkmenistan |
| --- | --- | ------------ |
|     |     |              |

| Iran           | 1–1 | UAE           |
| -------------- | --- | ------------- |
| Mahdavikia 33' |     | Al-Anwari 15' |

| Iran | 4–0 | Turkmenistan |
| ---- | --- | ------------ |
|      |     |              |

| Turkmenistan | 1–1 | UAE |
| ------------ | --- | --- |
|              |     |     |

| UAE     | 1–0 | Iran |
| ------- | --- | ---- |
| Said 7' |     |      |

### Bảng 8
| VT | Đội    | ST | T | H | B | BT | BB | HS | Đ | Giành quyền tham dự |
| -- | ------ | -- | - | - | - | -- | -- | -- | - | ------------------- |
| 1  | Iraq   | 4  | 2 | 2 | 0 | 8  | 3  | +5 | 8 | Vòng 2              |
| 2  | Qatar  | 4  | 2 | 1 | 1 | 8  | 6  | +2 | 7 |                     |
| 3  | Jordan | 4  | 0 | 1 | 3 | 4  | 11 | −7 | 1 |                     |

| Jordan       | 1–2      | Qatar                       |
| ------------ | -------- | --------------------------- |
| Al Shaib 67' | Chi tiết | - Bakhit 39' - Al-Enazi 55' |

| Qatar | 0–0 | Iraq |
| ----- | --- | ---- |
|       |     |      |

| Jordan | 0–4      | Iraq                                       |
| ------ | -------- | ------------------------------------------ |
|        | Chi tiết | - Fawzi 3' - Wahaib 43' - Chathir 20', 86' |

| Qatar                               | 4–2      | Jordan                  |
| ----------------------------------- | -------- | ----------------------- |
| - Adel Ahmen - Al-Binari - Al Shafi | Chi tiết | - Hantache - Al Tammimi |

| Iraq            | 3–2      | Qatar               |
| --------------- | -------- | ------------------- |
| - Chathir - Ali | Chi tiết | - Al-Enazi 47', 72' |

| Iraq | 1–1      | Jordan    |
| ---- | -------- | --------- |
| Ali  | Chi tiết | Anbar 65' |

## Vòng 2
Tất cả các trận đấu của vòng 2 diễn ra tại Malaysia từ ngày 16 đến ngày 27 tháng 3 năm 1996. Tám đội tuyển giành quyền tham dự từ vòng 1 sẽ thi đấu trong một giải đấu đầy đủ thu nhỏ với giai đoạn vòng bảng và giai đoạn loại trực tiếp. Ba trong số bốn đội lọt vào bán kết sẽ đủ điều kiện tham dự Thế vận hội Mùa hè tại Atlanta, Hoa Kỳ.

### Bốc thăm
Lễ bốc thăm cho vòng 2 được tổ chức tại trụ sở FIFA ở Zurich, Thụy Sĩ vào ngày 23 tháng 11 năm 1994, cùng ngày diễn ra lễ bốc thăm của vòng đầu tiên. Kết quả bốc thăm ban đầu được xác định như sau.
| Nhóm A      | Nhóm B      |
| ----------- | ----------- |
| Nhất bảng 2 | Nhất bảng 1 |
| Nhất bảng 4 | Nhất bảng 3 |
| Nhất bảng 7 | Nhất bảng 5 |
| Nhất bảng 8 | Nhất bảng 6 |

Vì lễ bốc thăm được tiến hành trước khi vòng thứ nhất bắt đầu nên các đội được đi tiếp vào vòng trong chưa được xác định tại thời điểm. Sau đó vào ngày 5 tháng 1 năm 1996, Liên đoàn bóng đá châu Á (AFC) đã tổ chức một buổi lễ bốc thăm riêng tại Kuala Lumpur, Malaysia để xếp lịch thi đấu cho các trận vòng loại cuối cùng. Kết quả bốc thăm đã được xác định như sau.
| VT | Đội      |
| -- | -------- |
| A1 | Iraq     |
| A2 | Nhật Bản |
| A3 | UAE      |
| A4 | Oman     |

| VT | Đội         |
| -- | ----------- |
| B1 | Kazakhstan  |
| B2 | Trung Quốc  |
| B3 | Hàn Quốc    |
| B4 | Ả Rập Xê Út |

### Vòng bảng

#### Bảng A
| VT | Đội      | ST | T | H | B | BT | BB | HS | Đ | Giành quyền tham dự     |
| -- | -------- | -- | - | - | - | -- | -- | -- | - | ----------------------- |
| 1  | Nhật Bản | 3  | 2 | 1 | 0 | 6  | 2  | +4 | 7 | Vòng đấu loại trực tiếp |
| 2  | Iraq     | 3  | 2 | 1 | 0 | 5  | 2  | +3 | 7 | Vòng đấu loại trực tiếp |
| 3  | Oman     | 3  | 1 | 0 | 2 | 4  | 6  | −2 | 3 |                         |
| 4  | UAE      | 3  | 0 | 0 | 3 | 2  | 7  | −5 | 0 |                         |

| Iraq       | 1–1      | Nhật Bản |
| ---------- | -------- | -------- |
| Wahaib 58' | Chi tiết | Jo 28'   |

| UAE      | 1–3 | Oman                                                       |
| -------- | --- | ---------------------------------------------------------- |
| Saeed 3' |     | - Al-Araimi 39', 66' (ph.đ.) - Al Habsi 89' - Al Raimi 78' |

| Iraq                                                    | 3–1      | UAE                 |
| ------------------------------------------------------- | -------- | ------------------- |
| Wahaib 31' · Fawzi 51' · Chathir 89' · Khudhair 45' 47' | Chi tiết | Mohamed 10' (ph.đ.) |

| Nhật Bản                                         | 4–1      | Oman            |
| ------------------------------------------------ | -------- | --------------- |
| - Maezono 19' (ph.đ.), 39' - Jo 50' - Nakata 68' | Chi tiết | Al Mukhaini 34' |

| Nhật Bản   | 1–0 | UAE                           |
| ---------- | --- | ----------------------------- |
| Uemura 23' |     | - A. Saleh 62' - H. Ahmed 87' |

| Iraq        | 1–0      | Oman |
| ----------- | -------- | ---- |
| Chathir 62' | Chi tiết |      |

#### Bảng B
| VT | Đội         | ST | T | H | B | BT | BB | HS | Đ | Giành quyền tham dự     |
| -- | ----------- | -- | - | - | - | -- | -- | -- | - | ----------------------- |
| 1  | Hàn Quốc    | 3  | 2 | 1 | 0 | 6  | 2  | +4 | 7 | Vòng đấu loại trực tiếp |
| 2  | Ả Rập Xê Út | 3  | 1 | 2 | 0 | 6  | 2  | +4 | 5 | Vòng đấu loại trực tiếp |
| 3  | Trung Quốc  | 3  | 1 | 1 | 1 | 5  | 6  | −1 | 4 |                         |
| 4  | Kazakhstan  | 3  | 0 | 0 | 3 | 3  | 10 | −7 | 0 |                         |

| Kazakhstan                          | 2–4      | Trung Quốc                                                                         |
| ----------------------------------- | -------- | ---------------------------------------------------------------------------------- |
| - Niyazymbetov 33' - Yablochkin 67' | Chi tiết | - Tạ Huy 45' - Diêu Hạ 50' - Vu Căn Vỹ 81' - Bành Vệ Quân 88' (ph.đ.) - Dương Thần |

| Hàn Quốc           | 1–1      | Ả Rập Xê Út   |
| ------------------ | -------- | ------------- |
| Yoon Jong-hwan 21' | Chi tiết | Al-Dosari 39' |

| Kazakhstan                      | 1–2      | Hàn Quốc                               |
| ------------------------------- | -------- | -------------------------------------- |
| - Grokhovsky 2' - Familtsev 68' | Chi tiết | - Lee Ki-hyung 59' - Woo Sung-yong 88' |

| Trung Quốc     | 1–1      | Ả Rập Xê Út   |
| -------------- | -------- | ------------- |
| Đàm Ân Đức 75' | Chi tiết | Al-Dosari 53' |

| Trung Quốc | 0–3      | Hàn Quốc                                    |
| ---------- | -------- | ------------------------------------------- |
|            | Chi tiết | - Lee Ki-hyung 35' - Lee Woo-young 57', 67' |

| Kazakhstan | 0–4      | Ả Rập Xê Út                            |
| ---------- | -------- | -------------------------------------- |
|            | Chi tiết | - Bin-Isa 2' - Al-Dosari 36', 56', 64' |

### Vòng đấu loại trực tiếp
Trong vòng đấu loại trực tiếp, nếu một trận đấu có kết quả hòa sau 90 phút:
- Tại trận bán kết và trận tranh hạng ba, sẽ tổ chức thi đấu tiếp hai hiệp phụ (có áp dụng luật bàn thắng vàng). Nếu kết quả vẫn hòa sau hiệp phụ, trận đấu được quyết định bằng loạt sút luân lưu.
- Tại trận chung kết, cả hai đội sẽ được công nhận là đội đồng vô địch mà không cần đến hiệp phụ hoặc loạt sút luân lưu.[11]

#### Sơ đồ
|  | Bán kết                | Bán kết  |                        |   | Chung kết | Chung kết |
|  |                        |          |                        |   |           |           |
|  | 24 tháng 3 - Shah Alam |          |                        |   |           |           |
|  |                        |          |                        |   |           |           |
|  | Nhật Bản               | 2        |                        |   |           |           |
|  | Nhật Bản               | 2        | 27 tháng 3 - Shah Alam |   |           |           |
|  | Ả Rập Xê Út            | 1        |                        |   |           |           |
|  | Ả Rập Xê Út            | 1        | Nhật Bản               | 1 |           |           |
|  | 24 tháng 3 - Shah Alam |          | Nhật Bản               | 1 |           |           |
|  |                        | Hàn Quốc | 2                      |   |           |           |
|  | Hàn Quốc               | Hàn Quốc | 2                      | 2 |           |           |
|  | Hàn Quốc               |          |                        | 2 |           |           |
|  | Iraq                   | 1        |                        |   |           |           |
|  | Iraq                   | 1        | Tranh hạng ba          |   |           |           |
|  |                        |          |                        |   |           |           |
|  | 24 tháng 3 - Shah Alam |          |                        |   |           |           |
|  |                        |          |                        |   |           |           |
|  | Ả Rập Xê Út (h.p.)     | 1        |                        |   |           |           |
|  | Ả Rập Xê Út (h.p.)     | 1        |                        |   |           |           |
|  | Iraq                   | 0        |                        |   |           |           |

#### Các trận đấu

##### Bán kết
Các đội thắng giành quyền tham dự Thế vận hội Mùa hè.
| Nhật Bản        | 2–1      | Ả Rập Xê Út   |
| --------------- | -------- | ------------- |
| Maezono 4', 58' | Chi tiết | Al-Dosari 77' |

| Hàn Quốc               | 2–1      | Iraq      |
| ---------------------- | -------- | --------- |
| Choi Yong-soo 19', 30' | Chi tiết | Salem 89' |

##### Tranh hạng ba
Đội thắng giành quyền tham dự Thế vận hội Mùa hè.
| Ả Rập Xê Út    | 1–0 (s.h.p.) | Iraq |
| -------------- | ------------ | ---- |
| Al-Rashaid 97' | Chi tiết     |      |

##### Chung kết
| Hàn Quốc                                       | 2–1      | Nhật Bản |
| ---------------------------------------------- | -------- | -------- |
| - Lee Sang-hun 79' - Choi Yong-soo 82' (ph.đ.) | Chi tiết | Jo 80'   |

### Đội vô địch
| Vô địch Vòng loại bóng đá nam Thế vận hội Mùa hè 1996 khu vực châu Á |
| -------------------------------------------------------------------- |
| Hàn Quốc Lần thứ nhất                                                |

## Cầu thủ ghi bàn
Đã có 232 bàn thắng ghi được trong 70 trận đấu, trung bình 3.31 bàn thắng mỗi trận đấu.

## Các đội vượt qua vòng loại
Ba đội tuyển sau đây từ AFC đã đã vượt qua vòng loại để tham dự giải bóng đá nam Thế vận hội Mùa hè 1996 tổ chức tại tại Atlanta, Hoa Kỳ.
| Đội tuyển   | Tư cách vượt qua vòng loại | Ngày vượt qua vòng loại | Tham dự lần trước tại Thế vận hội Mùa hè1 |
| ----------- | -------------------------- | ----------------------- | ----------------------------------------- |
| Hàn Quốc    | Nhất vòng loại             | 24 tháng 3 năm 1996     | 4 (1948, 1964, 1988, 1992)                |
| Nhật Bản    | Nhì vòng loại              | 24 tháng 3 năm 1996     | 4 (1936, 1956, 1964, 1968)                |
| Ả Rập Xê Út | Ba vòng loại               | 27 tháng 3 năm 1996     | 1 (1984)                                  |

1 In nghiêng chỉ ra chủ nhà của năm đó. Thống kê bao gồm tất cả các thể thức Olympic (thể thức hiện tại dành cho lứa tuổi U-23 bắt đầu vào năm 1992).